# خسا
خسا (به اسپانیایی: Josa) یک شهرستان در اسپانیا است که در تروئل واقع شده‌است.

## خصوصیات
خسا ۲۸ کیلومترمربع مساحت و ۳۰ نفر جمعیت دارد.